# ASM-3
ASM-3は、防衛装備庁が開発した超音速飛翔の空対艦ミサイル（対艦誘導弾）。開発中はXASM-3と呼称されていた。2018年（平成30年）1月に開発完了が報道されたが、すぐには量産配備には至らず、さらに改良を加え射程が延伸されたASM-3Aを2021年（令和3年）度に取得開始、さらに射程延伸型のASM-3（改）の開発を2020年（令和2年）度から2025年（令和7年）度まで行う予定である。

## 概要
ASM-3は、従来の国産対艦誘導弾と比較して大幅に性能を向上させることで迎撃されない確率を高めて、防空能力が大幅に向上しつつある敵艦艇をより確実に撃破出来るミサイルとして計画された。F-2戦闘機で運用する事を前提に、1980年代末より開発の検討が開始された。2013年時点では、2016年（平成28年）度の開発完了を目指していた。
最大の特徴は、インテグラル・ロケット・ラムジェット（integral rocket ramjet、IRR）による推進系で、構造としてはラムジェットエンジンの後部に固体ロケットブースターが統合（integrate）されている。推進時にはまず固体ロケットブースターが作動してラムジェットの動作可能速度まで加速した後、固体燃料が焼失した後のロケット部分がラムジェットの燃焼室となる。これによりマッハ3以上で超音速飛行し、敵の迎撃可能時間を減少させている。また、ステルス性を考慮した弾体形状にすることで被探知性を低下させ、アクティブ・レーダー・ホーミング方式とパッシブ・レーダー・ホーミング方式の複合シーカー方式を採用しECCM能力を向上させることで、敵艦艇をより確実に撃破出来るようになっている。さらに敵艦艇の艦対空ミサイルより長射程化させ敵の迎撃可能範囲外から誘導弾を発射できるようにすることで、発射母機の安全性が高まっている。
当初は赤外線画像、アクティブレーダー、パッシブレーダーの3方式の併用を予定していたが、赤外線画像誘導方式に関しては、これを省いても命中率・破壊力には大差ないと見られたことから、開発経費削減のため削除された。これにより開発経費が10%程度削減されたとされる。2002年時点では、XASM-3は旧式化した80式空対艦誘導弾（ASM-1）のみを置き換えるものとし、誘導方式が異なる（赤外線画像方式を採用する）93式空対艦誘導弾（ASM-2）と併用し、対妨害性を確保するとして開発が検討されていたが、2009年時点ではASM-2の後継ともされている。またASM-3Aは、ASM-2Bと同様に中間誘導にGPS誘導を用いているため、艦船だけでなく地上の目標や沿岸攻撃などの対地攻撃能力を持つ。そのため、敵基地攻撃能力の一つに十分なり得る。
2018年1月7日、XASM-3の計15回に及ぶ発射試験が終了し、2019年度から量産を開始することが報道されたが、2018年度と2019年度の防衛予算に調達予算は計上されず、中国人民解放軍海軍艦艇の高性能化に対する射程の短さから改良型の開発が行われることとなり、2020年度から射程400km以上の射程延伸型のASM-3（改）の開発予算が計上される予定である。ASM-3（改）はF-2戦闘機での運用を維持するために機体規模は変更せず、軽量化による射程延伸を予定している。また、周辺国艦艇の高性能化に少しでも早く対応するため、ASM-3（改）の開発途中の成果を反映させ射程を延伸させたASM-3Aを量産し取得する予定である。2024年度の予算においてASM-3A取得のために118億円が計上された。 その後2025年度から航空自衛隊に配備開始と報道がされた。
なおASM-3（改）の開発と並行して、2019年度から2025年度にかけて、さらに高速なマッハ5以上の極超音速で飛行可能なスクラムジェットエンジンで飛行する誘導弾の要素技術に関する研究「極超音速誘導弾要素技術の研究」を行い、2023年度から2031年度にかけて総額1,851億円かけて「極超音速誘導弾の研究」が行われる予定である。

## 開発経緯

### ASM-3

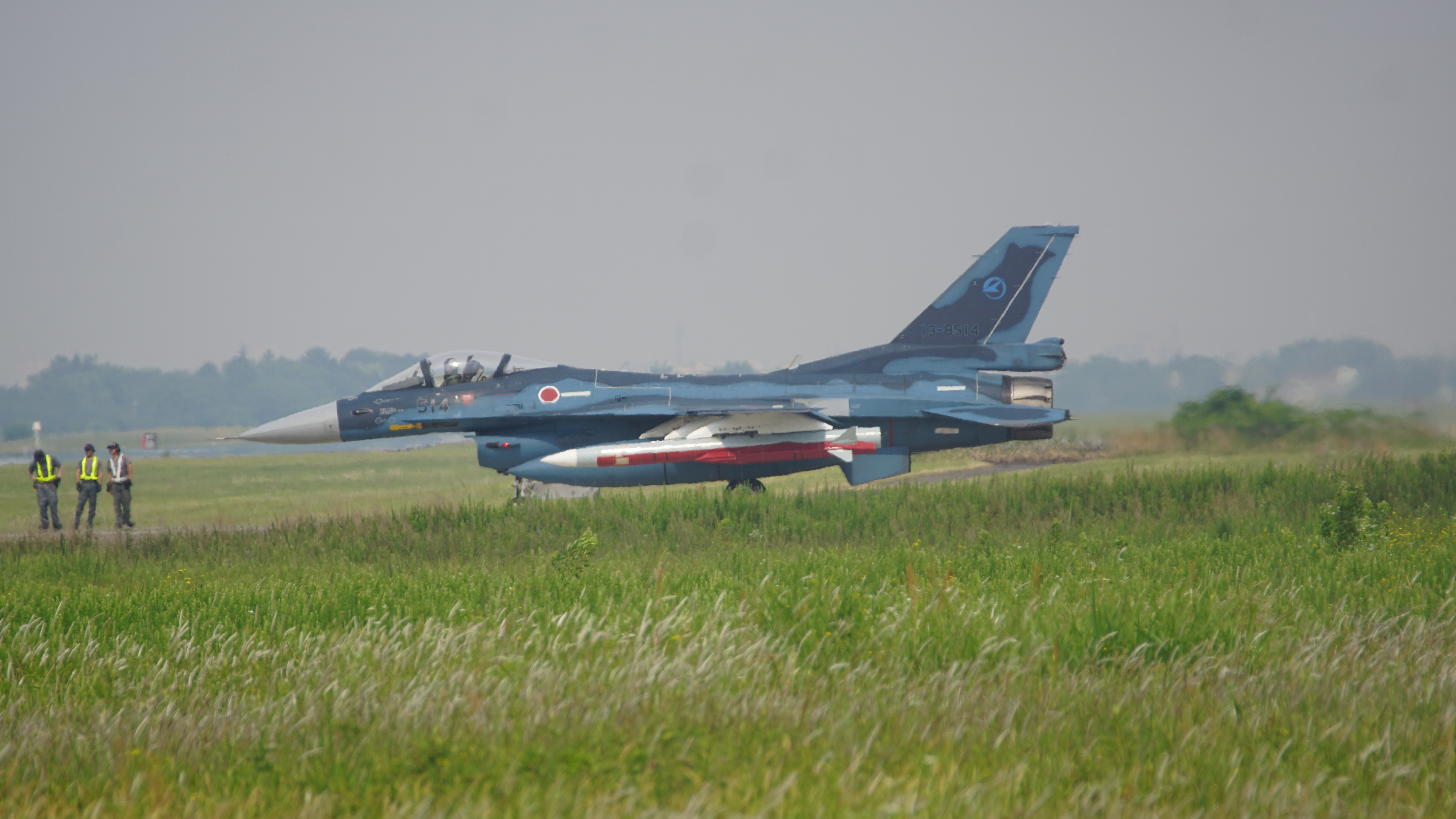
F-2に搭載されたXASM-3

- 1992年度（平成4年度）～2001年度（平成13年度）
  - 「将来空対艦誘導弾の研究試作」を行い超音速推進装置を試作[13]
- 2002年度（平成14年度）
  - 2010年の実用試験を目指し、本開発開始を予定していたが、開発予算が承認されなかったため延期。
- 2003年度（平成15年度）～2008年度（平成20年度）
  - XASM-3の開発を見据え、要素技術の一つである、IRRの小型化等を目的とした「超音速空対艦誘導弾用推進装置の研究・試作」を実施、F-2戦闘機からIRRを搭載した飛翔体の発射試験等を行う[13]。
- 2010年度（平成22年度）
  - 防衛予算で本開発である「新空対艦誘導弾（XASM-3）の開発」分の予算23億円が承認され開発を開始。今後総額325億円をかけ開発される予定[12][20]。
- 2014年度（平成26年度）～2015年度（平成27年度）
  - 退役した海上自衛隊護衛艦「いそゆき」を艦型標的とし、弾頭・信管関連の静爆試験が行われた[21]。
- 2017年度（平成29年度）
  - 退役した海上自衛隊護衛艦「しらね」を艦型標的とし、実射試験が行われた[22][23]。

### ASM-3A
- 2021年度（令和3年度）
  - 令和3年度予算に計上、取得開始予定[7][8]。2022年3月、ASM-3A（仮称）として三菱重工業と契約[9]。2024年度の予算においてASM-3A取得のために118億円が計上[15]。 2025年度から航空自衛隊に配備開始と報道[16]。

### ASM-3（改）
- 2020年度（令和2年度）～2025年度（令和7年度）
  - ASM-3（改）の開発[10]